# 1985 у літературі

## Нагороди
- Букерівська премія: Кері Г'юм, «Люди-скелети»
- Премія Неб'юла за найкращий роман: Орсон Скотт Кард, «Гра Ендера»
- Премія Неб'юла за найкращу повість: Роберт Сілверберг, «Пливучи в Візантію»
- Премія Неб'юла за найкраще оповідання: Ненсі Кресс, «З усіх цих яскравих зірок»

## Народились
- ? — Валері Манто, французька письменниця.

## Нові книжки
- Айзек Азімов — Роботи та Імперія
- Схізматриця — науково-фантастичний роман Брюса Стерлінга
- «Гра Ендера» — науково-фантастичний роман Орсона Скотта Карда.
- Мисливці на мамонтів — третій роман Джін М. Ауел з серії «Діти Землі».